# Ricardo Carvalho
Ricardo Alberto Silveira de Carvalho [ʁiˈkaɾðu kɐɾˈvaʎu] (* 18. Mai 1978 in Amarante) ist ein ehemaliger portugiesischer Fußballspieler und aktiver Trainer.

## Karriere

### Verein
Ricardo Carvalho begann seine Karriere bei Amarante Futebol Clube, wo er von 1990 bis 1996 spielte. Danach wechselte er in das Junioren-Team des FC Porto. Seine erste Profisaison spielte Carvalho in der Saison 1997/98, als er zum Leça FC ausgeliehen wurde. Nach weiteren Stationen bei Vitória Setúbal und FC Alverca kehrte er schließlich in der Saison 2001/02 zu seinem Stammverein, dem FC Porto zurück, wo er sich fortan als Nachfolger des zu Charlton Athletic abgewanderten Jorge Costa etablieren und mit seiner Mannschaft alle nationalen Titel sowie den UEFA-Pokal und die Champions League gewinnen konnte. Aufgrund seiner Leistungen wurde er 2003 zum Fußballer des Jahres von Portugal und 2004 zum UEFA Verteidiger des Jahres gewählt.
2004 folgte er seinem Trainer José Mourinho und wechselte für eine Ablösesumme von 30 Millionen Euro zum FC Chelsea. In der Premier League entwickelte er sich schnell zu einer festen Größe in Chelseas Abwehrbollwerk, absolvierte in den folgenden sechs Jahren 135 Ligaspiele und gewann mit den Blues je dreimal die Meisterschaft und den Pokal.
Im Jahr 2010 folgte Carvalho erneut dem Ruf von Trainer José Mourinho und wechselte für acht Millionen Euro zu Real Madrid. In der Saison 2010/11 war Carvalho Stammspieler in der Innenverteidigung und bestritt 33 Ligaspiele. Die Saison 2011/12 begann er ebenfalls als gesetzter Innenverteidiger, bis ihn eine langwierige Rückenverletzung stoppte. So bestritt er bis zum Ende der Saison, welche Real Madrid als Meister abschloss, lediglich acht Ligaspiele. In der Spielzeit 2012/13 kam Carvalho mit lediglich neun Ligaeinsätzen nicht mehr über die Rolle des Ergänzungsspielers hinaus. Sein zum Saisonende auslaufender Vertrag wurde nicht verlängert.
Zur Saison 2013/14 wechselte Carvalho in die französische Ligue 1 zur AS Monaco. Er unterschrieb beim Aufsteiger einen Vertrag über eine Spielzeit mit Option auf ein weiteres Jahr. Nach der Saison 2015/16 ließen Carvalho und die AS Monaco den Vertrag auslaufen.
Nach einem halben Jahr Vereinslosigkeit, unterschrieb Carvalho Anfang Januar 2017 einen Vertrag beim chinesischen Erstligisten Shanghai SIPG.

### Nationalmannschaft

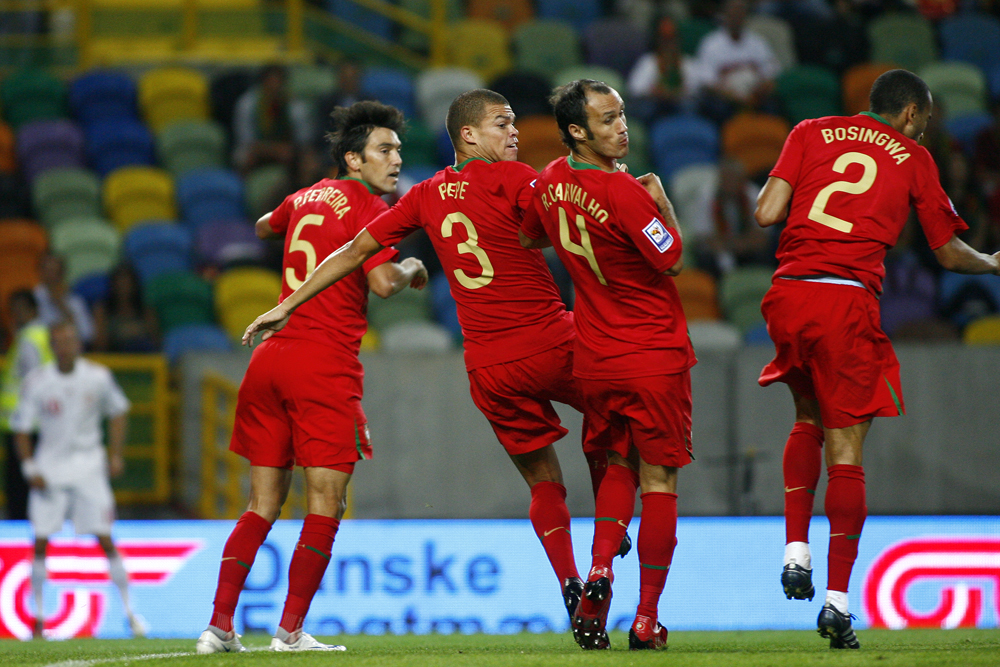
Ricardo Carvalho bei der portugiesischen Nationalmannschaft mit Rückennummer “4”

Am 11. Oktober 2003 kam Carvalho zu seinem ersten Länderspiel im portugiesischen Trikot. Beim 5:3-Sieg über Albanien wurde der Verteidiger zur Halbzeit für Teamkollege Jorge Andrade eingewechselt.
Bei der Europameisterschaft 2004 im eigenen Land wurde er mit Portugal Vize-Europameister. Zudem nahm er an der WM 2006 teil und wurde von der FIFA ins 23-köpfige All-Star-Team berufen. Des Weiteren nahm er an der Europameisterschaft 2008 sowie an der WM 2010 in Südafrika teil.
Während der Qualifikation zur Europameisterschaft 2012 verließ Carvalho am 31. August 2011, wenige Tage vor dem Auswärtsspiel in Zypern, unerwartet das Trainingslager der Nationalmannschaft. Grund dafür war, dass Carvalho in diesem Spiel nicht in der Startformation stehen sollte, wodurch er sich in seiner Ehre verletzt sah und aus der Nationalmannschaft zurücktrat. Nationaltrainer Paulo Bento nannte ihn daraufhin einen „Deserteur“ und gab bekannt, dass Carvalho unter ihm nicht mehr für die Nationalmannschaft spielen werde. Daraufhin bezeichnete Carvalho Bento als „Söldner“ und erklärte in einem TV-Interview, dass er zu einem späteren Zeitpunkt und unter einem anderen Nationaltrainer durchaus eine Rückkehr in die Nationalmannschaft in Betracht zöge. Am 14. September 2011 wurde Carvalho vom portugiesischen Verband für ein Jahr von der Nationalmannschaft ausgeschlossen.
Nachdem Paulo Bento im September 2014 entlassen und durch Fernando Santos ersetzt worden war, wurde der zu diesem Zeitpunkt 36-jährige Carvalho knapp drei Jahre nach seiner Suspendierung umgehend wieder in den Kader der Nationalmannschaft berufen. Daraufhin nahm Carvalho 2016 als ältester Spieler im Kader nochmals an der Europameisterschaft teil und kam bei dieser in allen Gruppenspielen zum Einsatz. Portugal erreichte in der Folge das Finale und gewann erstmals den Europameistertitel. Im Anschluss beendete Carvalho seine Nationalmannschaftskarriere.

## Titel
Portugal
- Europameister: 2016

FC Porto
- UEFA Champions League: 2004
- UEFA-Pokal: 2003
- Portugiesischer Meister: 2003, 2004
- Portugiesischer Pokalsieger: 2001, 2003
- Portugiesischer Supercupsieger: 2001, 2003

FC Chelsea
- Englischer Meister: 2005, 2006, 2010
- Englischer Pokalsieger: 2007, 2009, 2010
- Englischer Ligapokalsieger: 2005, 2007
- Englischer Supercupsieger: 2005, 2009

Real Madrid
- Spanischer Meister: 2012
- Spanischer Pokalsieger: 2011
- Spanischer Supercupsieger: 2012